# Saoedi-Arabië op de Olympische Zomerspelen 2020
Saoedi-Arabië nam deel aan de Olympische Zomerspelen 2020 in Tokio, Japan.

## Medailleoverzicht
| Medaille | Naam         | Sport  | Onderdeel | Datum      |
| -------- | ------------ | ------ | --------- | ---------- |
| Zilver   | Tareg Hamedi | Karate | +75kg (m) | 7 augustus |

## Atleten
| sport         | mannen | vrouwen | totaal |
| ------------- | ------ | ------- | ------ |
| Atletiek      | 1      | 1       | 2      |
| Judo          | 1      | 1       | 2      |
| Gewichtheffen | 2      | 0       | 2      |
| Karate        | 1      | 0       | 1      |
| Roeien        | 1      | 0       | 1      |
| Schietsport   | 1      | 0       | 1      |
| Tafeltennis   | 1      | 0       | 1      |
| Voetbal       | 22     | 0       | 22     |
| Zwemmen       | 1      | 0       | 1      |
| totaal        | 31     | 2       | 33     |

## Sporten

### Atletiek
Mannen
Loopnummers
| atleet          | onderdeel | series   | series | kwartfinale | kwartfinale | halve finale | halve finale | finale         | finale         |
| atleet          | onderdeel | tijd     | rang   | tijd        | rang        | tijd         | rang         | tijd           | rang           |
| --------------- | --------- | -------- | ------ | ----------- | ----------- | ------------ | ------------ | -------------- | -------------- |
| Mazen Al-Yassin | 400 m     | 45,16 PB | 1 Q    | n.v.t.      | n.v.t.      | 45,37        | 4            | niet geplaatst | niet geplaatst |

Vrouwen
Loopnummers
| atlete             | onderdeel | series | series | kwartfinale    | halve finale   | halve finale   | finale         | finale         |                |
| atlete             | onderdeel | tijd   | rang   | tijd           | tijd           | rang           | tijd           | rang           |                |
| ------------------ | --------- | ------ | ------ | -------------- | -------------- | -------------- | -------------- | -------------- | -------------- |
| Yasmeen Al-Dabbagh | 100 m     | 13,34  | 9      | niet geplaatst | niet geplaatst | niet geplaatst | niet geplaatst | niet geplaatst | niet geplaatst |

### Gewichtheffen
Mannen
| atlete            | onderdeel | trekken | trekken | stoten | stoten | totaal | rang |
| atlete            | onderdeel | score   | rang    | score  | rang   | totaal | rang |
| ----------------- | --------- | ------- | ------- | ------ | ------ | ------ | ---- |
| Seraj Al-Saleem   | -61 kg    | 129     | 6       | 159    | 4      | 288    | 5    |
| Mahmoud Al-Humayd | -73 kg    | 141     | 12      | 165    | 13     | 306    | 12   |

### Judo
Mannen
| atleet         | onderdeel | eerste ronde         | tweede ronde         | derde ronde          | kwartfinale          | halve finale         | herkansing           | finale / BM          | finale / BM    |
| atleet         | onderdeel | tegenstander uitslag | tegenstander uitslag | tegenstander uitslag | tegenstander uitslag | tegenstander uitslag | tegenstander uitslag | tegenstander uitslag | rang           |
| -------------- | --------- | -------------------- | -------------------- | -------------------- | -------------------- | -------------------- | -------------------- | -------------------- | -------------- |
| Sulaiman Hamad | −73 kg    | n.v.t.               | Margelidon V 00 - 10 | niet geplaatst       | niet geplaatst       | niet geplaatst       | niet geplaatst       | niet geplaatst       | niet geplaatst |

Vrouwen
| atleet           | onderdeel | eerste ronde         | tweede ronde         | derde ronde          | kwartfinale          | halve finale         | herkansing           | finale / BM          | finale / BM    |
| atleet           | onderdeel | tegenstander uitslag | tegenstander uitslag | tegenstander uitslag | tegenstander uitslag | tegenstander uitslag | tegenstander uitslag | tegenstander uitslag | rang           |
| ---------------- | --------- | -------------------- | -------------------- | -------------------- | -------------------- | -------------------- | -------------------- | -------------------- | -------------- |
| Tahani Alqahtani | +78 kg    | n.v.t.               | Hershko V 00 - 11    | niet geplaatst       | niet geplaatst       | niet geplaatst       | niet geplaatst       | niet geplaatst       | niet geplaatst |

### Karate

#### Kumite
Mannen
| atleet       | onderdeel | groepsfase           | groepsfase           | groepsfase           | groepsfase           | groepsfase | halve finale         | finale               | finale |
| atleet       | onderdeel | tegenstander uitslag | tegenstander uitslag | tegenstander uitslag | tegenstander uitslag | rang       | tegenstander uitslag | tegenstander uitslag | rang   |
| ------------ | --------- | -------------------- | -------------------- | -------------------- | -------------------- | ---------- | -------------------- | -------------------- | ------ |
| Tareg Hamedi | +75 kg    | Kvesić V 2 - 3       | Irr W 4 - 1          | Ganjzadeh G 0 - 0    | Gaysinky W 10 - 3    | 2 q        | Arago W 2 - 0        | Ganjzadeh V RSC      | Zilver |

### Roeien
Mannen
| atleet         | onderdeel | series  | series | herkansingen | herkansingen | kwartfinale | kwartfinale | halve finale | halve finale | finale  | finale |
| atleet         | onderdeel | tijd    | rang   | tijd         | rang         | tijd        | rang        | tijd         | rang         | tijd    | rang   |
| -------------- | --------- | ------- | ------ | ------------ | ------------ | ----------- | ----------- | ------------ | ------------ | ------- | ------ |
| Husein Alireza | skiff     | 7.54,18 | 5 H    | 8.06,78      | 2 KF         | 8.35,05     | 6 HC/D      | 7.53,99      | 6 FD         | 7.52267 | 24     |

Legenda: FA=finale A (medailles); FB=finale B (geen medailles); FC=finale C (geen medailles); FD=finale D (geen medailles); FE=finale E (geen medailles); FF=finale F (geen medailles); HA/B=halve finale A/B; HC/D=halve finale C/D; HE/F=halve finale E/F; KF=kwartfinale; H=herkansing

### Schietsport
Mannen
| atleet           | onderdeel | kwalificaties | kwalificaties | finale         | finale         |
| atleet           | onderdeel | punten        | rang          | punten         | rang           |
| ---------------- | --------- | ------------- | ------------- | -------------- | -------------- |
| Saeed Al-Mutairi | skeet     | 119           | 22            | niet geplaatst | niet geplaatst |

### Tafeltennis
Mannen
| atleet          | onderdeel | voorronde            | eerste ronde         | tweede ronde         | derde ronde          | vierde ronde         | kwartfinale          | halve finale         | finale / BM          | finale / BM    |
| atleet          | onderdeel | tegenstander uitslag | tegenstander uitslag | tegenstander uitslag | tegenstander uitslag | tegenstander uitslag | tegenstander uitslag | tegenstander uitslag | tegenstander uitslag | rang           |
| --------------- | --------- | -------------------- | -------------------- | -------------------- | -------------------- | -------------------- | -------------------- | -------------------- | -------------------- | -------------- |
| Ali Al-Khadrawi | enkelspel | bye                  | Jančařík V 0 - 4     | niet geplaatst       | niet geplaatst       | niet geplaatst       | niet geplaatst       | niet geplaatst       | niet geplaatst       | niet geplaatst |

### Voetbal
Mannen
| Atleten | Discipline | Resultaat  | Prestatie |
| --- | ---------- | ---------- | --------- |
| Amin Bukhari Saud Abdulhamid Hamad Al-Yami Abdulbasit Hindi Abdulelah Al-Amri Sami Al-Najei Salman Al-Faraj Nasser Al-Omran Abdullah Al-Hamdan Salem Al-Dawsari Khalid Al-Ghannam Mohammed Al Rubaie Yasser Al-Shahrani Ali Al-Hassan Ayman Yahya Khalifah Al-Dawsari Ayman Al-Khulaif Abdulrahman Ghareeb Firas Al-Buraikan Mukhtar Ali Abdullah Hassoun Zaid Al-Bawardi | mannen     | groepsfase | zie onder |

| Groep |               |             |             |             |             |            |            |            |        |
| #     | Land          | Wedstrijden | Wedstrijden | Wedstrijden | Wedstrijden | Doelpunten | Doelpunten | Doelpunten | Punten |
| #     | Land          | G           | W           | G           | V           | V          | T          | Saldo      | Punten |
| 1     | Brazilië      | 3           | 2           | 1           | 0           | 7          | 3          | +4         | 7      |
| 2     | Ivoorkust     | 3           | 1           | 2           | 0           | 3          | 2          | +1         | 5      |
| 3     | Duitsland     | 3           | 1           | 1           | 1           | 6          | 7          | -1         | 4      |
| 4     | Saoedi-Arabië | 3           | 0           | 0           | 3           | 4          | 8          | -4         | 0      |

| Ronde        | Datum | Lokale tijd | MEZT          | Land  | Score         | Land |
| ------------ | ----- | ----------- | ------------- | ----- | ------------- | ---- |
| groepsfase   |       |             |               |       |               |      |
| 22 juli 2021 | 17:30 | 10:30       | Ivoorkust     | 2 - 1 | Saoedi-Arabië |      |
| 25 juli 2021 | 20:30 | 13:30       | Saoedi-Arabië | 2 - 3 | Duitsland     |      |
| 28 juli 2021 | 17:00 | 10:00       | Saoedi-Arabië | 1 - 3 | Brazilië      |      |

### Zwemmen
Mannen
| atleet          | onderdeel         | series | series | halve finale   | halve finale   | finale         | finale         |
| atleet          | onderdeel         | tijd   | rang   | tijd           | rang           | tijd           | rang           |
| --------------- | ----------------- | ------ | ------ | -------------- | -------------- | -------------- | -------------- |
| Yousif Bu Arish | 100 m vlinderslag | 56,29  | 55     | niet geplaatst | niet geplaatst | niet geplaatst | niet geplaatst |